# Ken Brown (cestista)
Kendrick Shamar Brown, detto Ken (St. Louis, 24 ottobre 1989), è un cestista statunitense.

## Carriera
Dopo quattro anni di college di cui uno partecipando all'NCAA con la Western Kentucky University, inizia la sua carriera in Europa firmando in Lettonia con il Jūrmala, mentre l'anno successivo in Svezia si divide tra Norrköping Dolphins, partecipando anche alla Baltic Basketball League, e Jämtland Basket. A luglio 2014 firma in Kosovo per il BK Trepça, ma già a novembre si trasferisce in Polonia dove trascorre il resto della stagione con la maglia del Dąbrowa Górnicza. Per la stagione 2015-2016 firma nei Paesi Bassi con il Donar Groningen,, con cui gioca anche in FIBA Europe Cup, ma lascia la squadra il 14 dicembre dello stesso anno, per firmare il 15 gennaio in Lituania fino a fine stagione con il Lietuvos rytas. Per la stagione successiva si divide tra A1 Ethniki in Grecia prima (con il Koroivos Amaliadas BC) e Libano poi, firmando il 28 dicembre 2016 con l'Al-Riyadi Club Beirut.. Il 13 luglio 2017 firma nella Serie A2 italiana con l'Aurora Basket Jesi, lasciando la squadra il 9 gennaio 2018.

## Palmarès
- Coppa di Lituania: 1

Lietuvos Rytas: 2016
- Coppa del Kosovo: 1

Trepca: 2023